# 坦克里德 (加利福尼亞州)
坦克里德（英語：Tancred）是位於美國加利福尼亞州優洛縣的一個非建制地區。該地的面積和人口皆未知。

## 地理
坦克里德的座標為38°45′55″N 121°09′49″W / 38.76528°N 121.16361°W，而該地的平均海拔高度為91米（即299英尺）。